# Paroplapoderus angulipennis angulipennis
Paroplapoderus angulipennis angulipennis es una subespecie de coleóptero de la familia Attelabidae.

## Distribución geográfica
Habita en Corea y China.